# Francesco Sabatini
Francesco Sabatini – włoski architekt tworzący głównie w Hiszpanii zatrudniony na dworze Karola III. Kawaler Zakonu Santiago.